# Assembleia de Deus Ipiranga
A Igreja Evangélica Assembleia de Deus Ministério no Ipiranga é ministério das Assembleias de Deus no Brasil com sede na Capital de São Paulo no bairro do Ipiranga.

## História

### Início
O missionário Daniel Berg, fundador das Assembleias de Deus no Brasil, ao ver a necessidade da expansão assembleiana na capital paulista, encarregou o missionário Samuel Nystrom para realização da obra. Este, por sua vez, ao perceber que era necessário atuar no bairro paulistano do Ipiranga, deixou como responsável pelo pleito o evangelista Vitalino Piro.
O início da igreja foi marcado com batismos, que se deram em 29 de junho de 1931.

### Ministério independente
Aos 26 de julho de 1943, o pastor Alfredo Reikdal, enviado pelo missionário Pr. Bruno Skolimowksi, assumiu a direção da igreja.
O Brasil estava na II Guerra Mundial e enfrentava uma terrível recessão econômica devido a guerra. O pastor Reikdal lançou-se incansavelmente ao trabalho e arregimentou, ensinou e treinou pregadores.
Após formados, os obreiros foram enviados, resultando em criação de congregações e o aumento do número de crentes.
Em 29 de julho de 1956, o Pr. Reikdal transferiu a sede para o local atual, ou seja, Av. Dr. Ricardo Jafet, 214 – bairro do Ipiranga – São Paulo – SP. A sede definitiva está ali até a presente data, num templo em estilo gótico, com um relógio ao tope, sendo um dos cartões postais do bairro paulistano. A sede é atualmente conhecida como “Catedral Nacional da Independência”.

## Homenagens
A Assembleia Legislativa do Estado de São Paulo aprovou e o então governador João Dória sancionou a Lei Estadual nº 17.314, de 2021, a qual estatuiu o dia 29 de junho como "Dia da Assembleia de Deus Ministério no Ipiranga".